# Erste Bank Eishockey Liga 2014/2015
Sezóna 2014/2015 byla 85. sezónou Rakouské hokejové ligy. Vítězem ročníku se stal tým EC Red Bull Salzburg.

## Herní systém
V základní části se hrálo čtyřkolově každý s každým (celkem 44 kol). Po základní části se pokračovalo nadstavbovou částí, kde se týmy rozdělily do dvou skupin. Ve skupině A hrálo 6 nejlepších týmů a ve skupině B zbylých 6 týmů. Body se do nadstavbových skupin nepřenášely, týmy pouze dostaly bonusové body za umístění v první fázi. Celá skupina A a dva nejlepší týmy ze skupiny B postoupily do playoff, které se hrálo na 4 vítězné zápasy. Čtvrtfinálové dvojice nebyly pevně dány, ale vítěz nadstavbové skupiny A si mohl vybrat z týmů na 5. až 8. místě, druhý tým volil ze zbylých týmů atd.
Bodovalo se stejně jako v NHL - za vítězství obdržel vítěz 2 body, za porážku v prodloužení nebo na nájezdy 1 bod, za prohru v základním čase pak 0 bodů.

## Základní část

### První fáze
| Vysvětlivka                                              |
| -------------------------------------------------------- |
| Nejlepších šest týmů postoupilo do nadstavbové skupiny A |
| Zbylých šest týmů hrálo v nadstavbové skupině B          |

| Poř. | Tým                    | Z  | V  | P  | VP | PP | VN | PN | VG  | IG  | +/- | B  |
| ---- | ---------------------- | -- | -- | -- | -- | -- | -- | -- | --- | --- | --- | -- |
| 1.   | EC Red Bull Salzburg   | 44 | 30 | 14 | 2  | 1  | 2  | 4  | 165 | 112 | +53 | 65 |
| 2.   | EHC Black Wings Linz   | 44 | 28 | 16 | 4  | 2  | 3  | 1  | 155 | 113 | +42 | 59 |
| 3.   | EC VSV                 | 44 | 26 | 18 | 2  | 0  | 2  | 1  | 132 | 119 | +13 | 53 |
| 4.   | Vienna Capitals        | 44 | 24 | 20 | 0  | 0  | 1  | 4  | 119 | 117 | +2  | 52 |
| 5.   | Orli Znojmo            | 44 | 24 | 20 | 0  | 1  | 3  | 3  | 157 | 132 | +25 | 52 |
| 6.   | Sapa Fehérvár AV19     | 44 | 25 | 19 | 3  | 0  | 2  | 1  | 141 | 139 | +2  | 51 |
| 7.   | HC Bolzano             | 44 | 21 | 23 | 2  | 1  | 3  | 1  | 119 | 122 | -3  | 44 |
| 8.   | EC KAC                 | 44 | 17 | 27 | 1  | 5  | 1  | 3  | 114 | 137 | -23 | 42 |
| 9.   | Graz 99ers             | 44 | 18 | 26 | 1  | 3  | 1  | 2  | 120 | 132 | -12 | 41 |
| 10.  | EC Dornbirn            | 44 | 19 | 25 | 1  | 1  | 1  | 1  | 121 | 147 | -26 | 40 |
| 11.  | HC Innsbruck           | 44 | 16 | 28 | 0  | 3  | 3  | 2  | 110 | 134 | -24 | 37 |
| 12.  | HDD Olimpija Ljubljana | 44 | 16 | 28 | 2  | 1  | 2  | 1  | 95  | 144 | -49 | 34 |

### Druhá fáze
| Vysvětlivka                             |
| --------------------------------------- |
| Tým postupující do čtvrtfinále play off |

Výsledky z první fáze se do nadstavby nezapočítávaly, týmy si pouze odnesly bonusové body za umístění v první fázi (uvedeny v závorkách).

#### Skupina A
| Poř. | Tým                  | Z  | V | P  | VP | PP | VN | PN | VG | IG | +/- | B      |
| ---- | -------------------- | -- | - | -- | -- | -- | -- | -- | -- | -- | --- | ------ |
| 1.   | EC Red Bull Salzburg | 10 | 8 | 2  | 0  | 0  | 2  | 0  | 35 | 25 | +10 | 20 (4) |
| 2.   | EHC Black Wings Linz | 10 | 7 | 3  | 0  | 0  | 0  | 0  | 34 | 24 | +10 | 17 (3) |
| 3.   | Orli Znojmo          | 10 | 7 | 3  | 0  | 0  | 3  | 0  | 33 | 23 | +10 | 14 (0) |
| 4.   | Sapa Fehérvár AV19   | 10 | 6 | 4  | 2  | 0  | 0  | 0  | 23 | 22 | +1  | 12 (0) |
| 5.   | Vienna Capitals      | 10 | 2 | 8  | 0  | 0  | 0  | 3  | 20 | 33 | -13 | 8 (1)  |
| 6.   | EC VSV               | 10 | 0 | 10 | 0  | 2  | 0  | 2  | 11 | 29 | -18 | 6 (2)  |

#### Skupina B
| Poř. | Tým                    | Z  | V | P | VP | PP | VN | PN | VG | IG | +/- | B      |
| ---- | ---------------------- | -- | - | - | -- | -- | -- | -- | -- | -- | --- | ------ |
| 7.   | HC Bolzano             | 10 | 7 | 3 | 0  | 0  | 1  | 1  | 37 | 25 | +12 | 19 (4) |
| 8.   | EC KAC                 | 10 | 7 | 3 | 0  | 0  | 0  | 0  | 34 | 18 | +16 | 17 (3) |
| 9.   | Graz 99ers             | 10 | 6 | 4 | 0  | 1  | 1  | 1  | 27 | 20 | +7  | 16 (2) |
| 10.  | EC Dornbirn            | 10 | 5 | 5 | 1  | 0  | 0  | 2  | 25 | 23 | +2  | 13 (1) |
| 11.  | HC Innsbruck           | 10 | 4 | 6 | 0  | 0  | 2  | 0  | 15 | 29 | -14 | 8 (0)  |
| 12.  | HDD Olimpija Ljubljana | 10 | 1 | 9 | 0  | 0  | 0  | 0  | 11 | 34 | -23 | 2 (0)  |

## Play off

### Čtvrtfinále
- EC Red Bull Salzburg - EC VSV 4:1 na zápasy (2:1, 5:6 PP, 4:0, 2:1 PP, 4:1)
- EHC Black Wings Linz - HC Bolzano 4:3 na zápasy (7:3, 4:6, 2:1, 2:3, 5:4, 1:2, 4:3)
- Orli Znojmo - EC KAC 1:4 na zápasy (4:5, 6:5 PP, 3:6, 1:2 PP, 1:2 PP)
- Sapa Fehérvár AV19 - Vienna Capitals 2:4 na zápasy (4:3, 4:1, 2:3, 1:2 PP), 2:5, 1:2 PP)

### Semifinále
- EC Red Bull Salzburg - EC KAC 4:0 na zápasy (5:2, 4:3, 6:4, 3:2 PP)
- EHC Black Wings Linz - Vienna Capitals 1:4 na zápasy (3:2 PP, 4:5 PP, 3:4, 2:4, 1:2 PP)

### Finále
- EC Red Bull Salzburg - Vienna Capitals 4:0 na zápasy (6:1, 5:4, 5:1, 4:3)